# Happoradio
Happoradio — финская рок-группа, основанная в 2001 году в Хельсинки. Все песни Happoradio написаны на финском языке.

## История
Изначально группа называлась Sydänyö в честь книги Стивена Кинга («Четыре после полуночи», — фин.) и её основателями стали Аки Тукки (Aki Tykki) и Теро Суихко (Tero Suihko). Вскоре к ним присоединились Мики Пии (Miki Pii) и Маркку ДеФрост (Markku DeFrost). В последующие годы группа дала около 50 концертов на территории Финляндии.
После службы в армии в 1996 году Аки Тукки переехал из Йоэнсуу в Хельсинки и, достаточно скоро, группа Sydänyö была расформирована. Однако Мики и Аки продолжили записывать треки и задумывали собрать новую группу. В 2001 году, вслед за Пии и Тукки, в Хельсинки переехал Маркку ДеФрост и это стало началом новой группы, получившей название Happoradio.
В 2000 году по приглашению Аки место басиста занял Яту Мотти (Jatu Motti), а в 2003 году гитариста Пии сменил его давний друг Мика Хаапасало (Mika «AH» Haapasalo). Таким образом устоялся «костяк» группы и состав её не менялся вплоть до лета 2015 года. В 2015 году Клаус Суоминен (Klaus Suominen) стал клавишником группы, сменив на этом месте Тукки.
Почти все тексты песен Happoradio написаны самим Аки Тукки. Он и Мика Хаапасало являются ведущими композиторами и идейными вдохновителями группы. Они также отвечают за студийную работу, монтаж и оформление. Маркку Дефрост выступает в роли менеджера, а также вместе с Яту Мотти участвует в написании музыки.
Дебютный альбом, получивший название «Asemalla» (На станции, — фин.), вышел спустя два года после создания группы — в 2003 году. Он включал 11 треков, записанных под покровительством финского лейбла Sony Music Entertainment Oy. Это единственный альбом Happoradio, где на гитаре играет Мики Пии.
Продюсерами «Asemalla» выступили Gabi Hakanen (CMX, Haloo Helsinki!, Indica) и Teropekka Virtanen (Ruoska, CMX, LoveX). Успех пришёл к группе с выходом третьего сингла «Pois Kalliosta» в том же году. Дебютный альбом получил статус «золотого» на территории Финляндии, а также занял 24 позицию в финском чарте.
Второй альбом, «Pienet Ja Keskisuuret Elämät» (Малые и средние формы жизни, — фин.), вышел 15 сентября 2004 года. Он опустился на четыре позиции ниже в финском чарте.
Третий альбом получил название «Vuosipäivä» (Юбилей, — фин.) и был выпущен два года спустя.
Но настоящий успех группе принёс четвёртый альбом, «Kaunis Minä» (Я прекрасен, — фин.), вышедший в 2008 году. Он стал первым альбомом Happoradio, получившим статус «платинового». В записи бэк-вокала для части треков принимала участие Катри Юландер (Katri Ylander) — финская поп-исполнительница. Продюсерами выступили Хаапасало и Тукки.
Следующий альбом вышел спустя два года и получил название «Puolimieli» (Половина разума, — фин.). Он сразу же достиг первого места в финском национальном чарте. Тукки и Хаапасало продолжили занимать должность продюсеров группы. «Puolimieli», как и «Kaunis Minä», получил хвалебные отзывы со стороны критиков и фанатов.
Зимой 2014 году Happoradio выпустили шестой студийный альбом «Elefantti» (Слон, — фин.). В рамках тура Elefanttimarssi (Марш слона, — фин.) в поддержку данного альбома группа отыграла больше 20 концертов в Финляндии и несколько в Испании.
Несмотря на то, что концерты Happoradio проходят преимущественно на родине, группа является популярной не только в Финляндии, но и за её пределами. Аки Тукки так комментирует выбор финского языка для написания текстов и ограниченную «географию» выступлений:

Мне с самого начала было понятно, что я хочу создавать музыку на финском языке. Соответственно, всемирная слава никогда не была моей настоящей мечтой. Мы до занудства реалистично смотрим на нашу группу и понимаем, что у нас просто бы не хватило сил сделать из Happoradio известную на весь мир группу. Никто из нас не хочет быть в дороге по два месяца, я бы никогда не был доволен своим произношением и так далее.
Оригинальный текст (англ.)It’s been clear to me since the beginning that I want to make music in Finnish language. Hence the worldwide fame has never been a real dream. We are boringly realistic about our band and we know that we wouldn’t have the strength to try to make this thing of ours global.
— Интервью с Аки Тукки для HapporadioRussia
На данный момент группа закончила работу над своим седьмым альбомом, получившим название «Kauniin kääntöpiiri» (На границе прекрасного света, — фин.). На своей официальной странице в Facebook участники группы сообщили о том, что его выход запланирован на 13 января 2017 года.

## Состав
- Аки Тукки (Aki Tykki) — вокал, клавишные, гитара
- Мика "АХ" Хаапасало (Mika «AH» Haapasalo) — бэк-вокал, гитара
- Маркку ДеФрост (Markku DeFrost) — барабаны
- Яту Мотти (Jatu Motti) — бас-гитара
- Клаус Суоминен (Klaus Suominen) — клавишные

## Дискография

### Альбомы
1. Asemalla (2003)
2. Pienet Ja Keskisuuret Elämät (2004)
3. Vuosipäivä (2006)
4. Kaunis Minä (2008)
5. Puolimieli (2010)
6. Elefantti (2014)
7. Kauniin Kääntöpiiri (2017)
8. Majakka  (2021)

### Синглы
- Pahoille Teille (2002)
- Sinä (2003)
- Pois Kalliosta (2003)
- Ikävä Ihollesi (2003)
- Kaupunki Täynnä Ihmisiä (2004)
- Tanssi  (2004)
- Linnusta Sammakoksi (2004)
- Hitaasti (2005)
- Tavikset (2006)
- Hc-Sää (2006)
- Suru On (2006)
- Unelmia Ja Toimistohommia (2007)
- Hirsipuu (2008)
- Che Guevar (2008)
- Puhu Äänellä Jonka Kuulen (2008)
- Olette Kauniita (2009)
- Ihmisenpyörä (2010)
- Pelastaja (2010)
- Ahmat Tulevat (2011)
- Anna Anteeksi (2011)
- Rakkaus (2011)
- Hiljaa Niin Kuin Kuolleet (2011)
- Sinä (2011) (2012)
- Sinä & Hän (2013)
- Luonasi On Linnani  (2014)
- Vakava Nainen (2014)
- Pimeäntaite (2014)
- Valopallo (2016)
- Älä Puhu Huomisesta (2016)
- Sinun Vaikka Hajoat (2016)
- Joulun rauhaa (2017)
- Iholla (2018)
- Tehdään jotain kaunista (2019)
- Silta (2020)
- Super Mario (2020)
- Sukellus (featuring Neumann) (2021)
- Jos et olis siinä (2021)
- Ihmisen mittainen (2022)

### Сборники
1. Jälkiä 2001—2011 (2001)
2. Ihmisen mittainen – Tarinoita 2002–2022 (2022)

### Видео
- Sinä (2003) (реж. Tero Rajala)
- Pois Kalliosta (2003) (реж. Tuukka Temonen)
- Linnusta Sammakoksi (2005) (реж. Aleksi Koskinen)
- Tavikset (2006) (реж. Kusti Manninen)
- Suru On (2006) (реж. Mikko Kallio)
- Hirsipuu (2008) (реж. Kusti Manninen)
- Che Guevara (2008) (реж. Kusti Manninen, Jaakko Manninen)
- Puhu Äänellä Jonka Kuulen (2008) (реж. Ari Matikainen)
- Olette Kauniita (2009) (реж. Jussi Mäkelä)
- Pelastaja (2010) (реж. Hannu Aukia)
- Ahmat Tulevat (2011) (реж. Ari Matikainen)
- Hiljaa Niin Kuin Kuolleet (2011) (реж. Jaani Kivinen)
- Sinä & Hän (2013) (реж. Ville Juurikkala)
- Luonasi On Linnani (2014) (Sony Music Entertainment Finland Oy)
- Pimeäntaite (2014) (Sony Music Entertainment Finland Oy)
- 01:30 (Elossa) (2015) (Jussi Mäkelä, Petri Saarinen)
- Valopallo (Lyric Video) (2016) (prod. Aki Tykki)
- Super Mario (2020) (prod. Ville Juurikkala)
- Jos et olis siinä (2021) (prod. Ville Juurikkala)